# Джент
Джент (англ. djent) — способ звукоизвлечения на электрогитаре и одноимённый поджанр прогрессивного метала.
Считается, что термин изобрёл гитарист шведской мат-метал-группы Meshuggah Фредрик Тордендаль. Для джента характерно использование сильно пониженного строя, чаще всего используются баритон-гитары с 7 и 8 струнами, и 5-6 струнные бас-гитары. Немаловажную роль играет обработка звука. Бас-барабан зачастую повторяет ритм гитарного риффа, что акцентирует этот характерный звук.
Тордендаль считается основателем этой техники, однако музыкальное направление приобрело наибольшее развитие за счёт интернет-сообщества музыкантов. Выход первого альбома американской метал-группы Periphery «вытащил джент из виртуального мира в реальный». Позже джент был перенят другими исполнителями разных жанров, таких как мат-метал, хаотик-джент, прогрессивный метал, металкор, дэткор и прочих.

## Представители
Журнал Metal Hammer опубликовал список из 5 самых важных альбомов джента:
- Meshuggah – Nothing (2002)
- Periphery – Periphery (2010)
- Tesseract – One (2011)
- Jinjer – King of Everything (2016)
- Sleep Token – Take Me Back to Eden (2023)